# Incertidumbre (metrología)
Incertidumbre, en metrología, es una cota superior del valor de la corrección residual de la medida.
También puede expresarse como el valor de la semi-amplitud de un intervalo que se extiende a un lado y al otro del valor resultante de la medida, que se entiende como el valor convencionalmente verdadero. El carácter convencional, y no real de tal valor, es consecuencia de que el intervalo se entiende como una estimación adecuada de la zona de valores entre los que se encuentra el valor verdadero del mensurando, y que en términos tanto teóricos como prácticos es imposible de hallar con seguridad o absoluta certeza: teóricamente porque se necesitaría una sucesión infinita de correcciones, y en términos prácticos porque no sería útil continuar con las correcciones una vez que la incertidumbre se ha reducido lo suficiente como para no afectar técnicamente al objeto al que va a servir la medida.
El Vocabulario Internacional de Metrología (VIM) define la incertidumbre de medida como un parámetro, asociado al resultado de una medición, que caracteriza la dispersión de los valores que razonablemente podrían ser atribuidos al mensurando.
Existen muchas formas de expresar la incertidumbre de medida o conceptos derivados o asociados: incertidumbre típica, incertidumbre expandida, incertidumbre de calibración -calibración-, incertidumbre máxima, incertidumbre de uso, etc.
Como concepto metrológico, es del mismo ámbito, pero diferente a los de tolerancia y precisión.
Para la determinación del valor de las magnitudes fundamentales (obtenido experimentalmente) en unidades del SI, se aplica la incertidumbre típica, revisada periódicamente.

## Incertidumbre de acuerdo a la GUM (Guide to the expression of uncertainty in measurement)
El concepto de incertidumbre —como atributo cuantificable— es relativamente nuevo en la historia de la medición, a pesar de que conceptos como error y análisis de errores han formado parte desde hace mucho tiempo de la práctica de la ciencia de la medida o metrología. Actualmente está ampliamente reconocido que —aun cuando se hayan considerado todas las componentes conocidas o sospechadas del error, y se hayan aplicado las correcciones oportunas—, aún existe una incertidumbre asociada a la corrección del resultado final; esto es, una duda acerca de la bondad con que el resultado final representa al valor de la magnitud medida.
De la misma manera que la utilización casi universal del Sistema Internacional de Unidades (SI) ha dado coherencia a todas las mediciones científicas y tecnológicas, un consenso internacional sobre la evaluación y expresión de la incertidumbre de medida permitiría dar significado a una gran variedad de resultados de medida en los campos de la ciencia, la ingeniería, el comercio, la industria y la reglamentación, para que fueran fácilmente entendidos e interpretados adecuadamente. En esta era del mercado global, es imprescindible que el método de evaluación y expresión de la incertidumbre sea uniforme en todo el mundo, de manera que las mediciones realizadas en diferentes países puedan ser comparadas fácilmente.
El método ideal para evaluar y expresar la incertidumbre del resultado de una medición debe ser:
- Universal: el método debe ser aplicable a toda clase de mediciones y a todo tipo de datos de entrada empleados en mediciones. La magnitud utilizada para expresar la incertidumbre debe ser:
- Consistente internamente: debe poder obtenerse directamente a partir de las componentes que contribuyen a ella, así como ser independiente de como estén agrupadas dichas componentes y de la descomposición de sus componentes en subcomponentes.
- Transferible: debe ser posible utilizar directamente la incertidumbre obtenida para un resultado, como componente en la evaluación de la incertidumbre de otra medición en la que intervenga ese primer resultado.

Además, en muchas aplicaciones industriales y comerciales, así como en las áreas de la salud y de la seguridad, a menudo es necesario proporcionar un intervalo en torno al resultado de la medición, en el que se espera encontrar la mayor parte de valores de la distribución que pueden ser razonablemente atribuidos a la magnitud objeto de la medición. Por tanto, el método ideal para evaluar y expresar la incertidumbre de medida debería ser capaz de proporcionar fácilmente un intervalo, en particular, aquel con la probabilidad o el nivel de confianza que corresponda de manera realista con lo requerido.